# Adenophora divaricata
Adenophora divaricata là loài thực vật có hoa trong họ Hoa chuông. Loài này được Franch. & Sav. mô tả khoa học đầu tiên năm 1878.